# Hoàng Gia Hợp
Hoàng Gia Hợp  (1907 – 7 tháng 2 năm 2009) là một bác sĩ người Pháp gốc Việt.

## Giáo dục
Ông đã hoàn thành chương trình Tú tài II của Pháp xếp hạng Xuất sắc, tại Paris, Pháp. Ông tốt nghiệp trường Y khoa do Pháp thành lập tại Đại học Y Hà Nội.

## Hành nghề y và chính trị
Sau khi tốt nghiệp trường y, ông làm việc cho một bệnh viện của Pháp trong 3 năm, và sau đó thành lập một bệnh viện tư nhân ở Hà Nội. Sau khi phân chia Bắc và Nam Việt Nam, ông di cư vào Nam. Ông giữ chức vụ Thứ trưởng Bộ Y tế Đệ nhất Việt Nam Cộng hòa.

## Thành lập bệnh viện
Sau khi giữ chức vụ Thứ trưởng Bộ Y tế, Hoàng Gia Hợp tiếp tục giữ chức chánh thanh tra Y tế trong nhiều năm. Trong thời gian đó, ông đã kiểm tra, đào tạo và hướng dẫn cho nhiều bệnh viện trên khắp miền Nam Việt Nam. Bằng tiền tiết kiệm của mình, ông đã thành lập Bệnh viện Hùng Vương. Đây là một trong những bệnh viện lâu đời nhất ở Thành phố Hồ Chí Minh.

## Nghỉ hưu
Sau khi Bắc Nam thống nhất, ông di cư sang Canada cùng vợ là bà Khương Hữu Thị Võ. Ông mất ngày 7 tháng 2 năm 2009, thọ 102 tuổi.

## Sách
- Domen, Arthur (2002). The Indochinese Experience of the French and the Americans: Nationalism and Americans. Indianapolis, Indiana: Indiana University Press. ISBN 978-0253338549.
- Nguyen, Duong (2008). The Tragedy of VietNam War. Honolulu, Hawaii: MFarland. ISBN 978-0786432851.
- Sieg, Kent (2002). Foreign Relations of the United States, 1964–1968, Volume V: Vietnam, 1967. Washington DC: US. State Department. ISBN 978-0160511509.